# كأس ناميبيا
كأس ناميبيا (بالإنجليزية: NFA Cup)‏ هي بطولة وطنية للأندية لكرة القدم في ناميبيا، أسست سنة 1990م.
- فاز بها نادي سيفكس سنوات 2003, 2008
- فاز بها نادي افريكان ستارز سنوات: 2007, 2010, 2013, 2014, 2018

## وصلات خارجية
- RSSSF competition history